# ГЕС Carhuaquero
ГЕС Carhuaquero – гідроелектростанція в Перу. Використовує ресурс із річки Чанкай, яка дренує західний схил Анд та впадає до Тихого океану неподалік міста Чиклайо.
В межах проекту річку перекрили бетонною греблею Чірато висотою 33 метри, яка утримує невеликий резервуар з об’ємом 350 тис м3. Звідси через лівобережний гірський масив прокладено дериваційний тунель довжиною13,5 км з діаметром 3,8 метра. Через напірну шахту глибиною 350 метрів з діаметром 3,9 метра він живить напірний водовід довжиною 1 км із завершальним діаметром 2,5 метра.
У розташованому на березі Чанкай машинному залі встановили три турбіни типу Пелтон загальною потужністю 95 МВт, які працюють при чистому напорі у 475 метрів. В другій половині 2010-х років, для використання наявної під час повені надлишкової води, поряд спорудили невеликий машинний зал Carhuaquero IV, де змонтували одну турбіну потужністю 10 МВт, котра живиться через той же дериваційний тунель та використовує напір у 451 метр. Тоді ж ввели в експлуатацію і розташований нижче за течією  зал Carhuaquero V, до якого по каналу довжиною 3,2 км надходить ресурс, відпрацьований головною станцією. Наявний в останньому випадку незначний перепад висот використовує одна турбіна типу Каплан потужністю 5,7 МВт.
В цілому комплекс повинен забезпечувати виробництво 620 млн кВт-год електроенергії на рік.
Видача продукції відбувається по ЛЕП, розрахованій на роботу під напругою 220 кВ.